# Schlacht bei Friedlingen
Carpi – Chiari – Cremona – Kaiserswerth – Landau – Luzzara   – Santa Marta – Cádiz – Friedlingen – Vigo – Schmidmühlen – Bonn – Krottensee – Ekeren – Höchstädt – Speyerbach – Schellenberg – Gibraltar – Höchstädt – Vélez-Málaga – Marbella – Cassano – Barcelona – Sendlinger Mordweihnacht – Aidenbach – Calcinato – Ramillies – Turin – Castiglione – Santa Cruz de Tenerife – Almansa – Kap Béveziers – Toulon – Lizard Point – Lille – Oudenaarde – Gent – Malplaquet – Mons – Almenar – Saragossa – Syrakus – Villaviciosa – Rio de Janeiro – Denain – Landau – Barcelona
Die Schlacht bei Friedlingen war eine Schlacht des Spanischen Erbfolgekrieges. Sie fand am 14. Oktober 1702 im Dreiländereck vor den Toren von Basel und ca. 60 km südlich von Freiburg im Breisgau statt. Das Kampffeld erstreckte sich auf Friedlingen, Weil, Haltingen (heute alle Ortsteile von Weil am Rhein) und Tüllingen (heute ein Stadtteil von Lörrach). Das Gefecht fand teilweise in einem Wald, dem sogenannten Käferholz statt, weshalb in der lokalen Geschichte auch von der Schlacht am Käferholz gesprochen wird. Vereinzelt findet sich auch der Begriff Schlacht bei Hüningen. In der historischen Literatur hat sich jedoch international der Begriff Schlacht bei Friedlingen durchgesetzt.

## Vorgeschichte
Nach dem Tod des letzten spanischen Habsburgers, Karl II. um 1700 erhoben seine Schwäger, der habsburgische römisch-deutsche Kaiser und der französische König Ansprüche auf den spanischen Thron. Kaiser Leopold I. eröffnete am 9. Juli 1701 in Italien mit dem Gefecht bei Carpi den Krieg gegen den französischen König Ludwig XIV. – den spanischen Erbfolgekrieg.
Das Heilige Römische Reich trat mit der Reichsarmee erst am 30. September 1702 auf Seiten des Kaisers in den Krieg ein. Kurfürst Max Emanuel von Bayern (siehe Bayerische Diversion im Spanischen Erbfolgekrieg) und der Erzbischof von Köln, ein Bruder des bayerischen Kurfürsten unterstützten hingegen den französischen König. Bereits am 9. September hatte die Reichsarmee unter Reichsgeneralfeldmarschall Markgraf Ludwig Wilhelm von Baden-Baden (Türkenlouis) die bisher französische Festung Landau erobert. Danach wandte sich Ludwig Wilhelm nach Süden, um die französische Armee an einer Vereinigung mit den bayerischen Truppen zu hindern.

## Vorgefechte

### Der Friedlinger Brückenkopf
Nachdem im Sommer des Jahres 1702 die französische Festung Landau durch eine Reichsarmee unter dem Markgrafen Ludwig Wilhelm belagert worden war und der französische Marschall Catinat mit seinen Entsatztruppen nicht vorangekommen war, entschied Ludwig XIV. am Oberrhein eine weitere Front zur Entlastung von Landau zu eröffnen. Maréchal de camp  Villars wurde mit der Ordre entsandt, den Rhein bei Hüningen zu überschreiten, um so einerseits Reichstruppen von Landau abzuziehen und andererseits eine Vereinigung mit den bayerischen Alliierten herbeizuführen. Villars und seine Armee erreichten Hüningen jedoch erst am 28./30. September 1702, als Landau bereits gefallen war. Bereits einige Wochen zuvor hatte Frankreich begonnen, die nach dem Frieden von Rijswijk (mangelhaft) geschleifte Festung Hüningen wieder aufzubauen. Villars legte sofort 2 000 Mann in die Ruinen und ließ eine Schiffsbrücke über den Rhein bis zur Schusterinsel legen, wo er auch Artillerie stationierte. Bereits in der Nacht vom 1. auf den 2. Oktober erfolgte ein erster Versuch, unter dem Schutz dieser Kanonen und jener der Festung am französischen Ufer eine weitere Schiffsbrücke von der Insel an das deutsche Ufer (20 Meter) zu erstellen. Während dieser erste Versuch noch durch die Reichstruppen unter Graf Karl Egon von Fürstenberg abgewehrt werden konnte, erfolgte der Brückenschlag noch während des 2. Oktober, da die Reichstruppen ihre Stellungen wegen des starken französischen Geschützfeuers nicht halten konnten; Villars konnte auch am deutschen Ufer einen Brückenkopf befestigen. Graf Fürstenberg war mit seinen Truppen am 30. September bei Friedlingen angekommen, Markgraf Ludwig Wilhelm folgte am 4. Oktober – zu spät um den Brückenschlag zu verhindern. Bis zum 12. Oktober lieferten sich nun die nahe beieinander liegenden Armeen fruchtlose Artillerieduelle.

### Der Verlust von Neuenburg

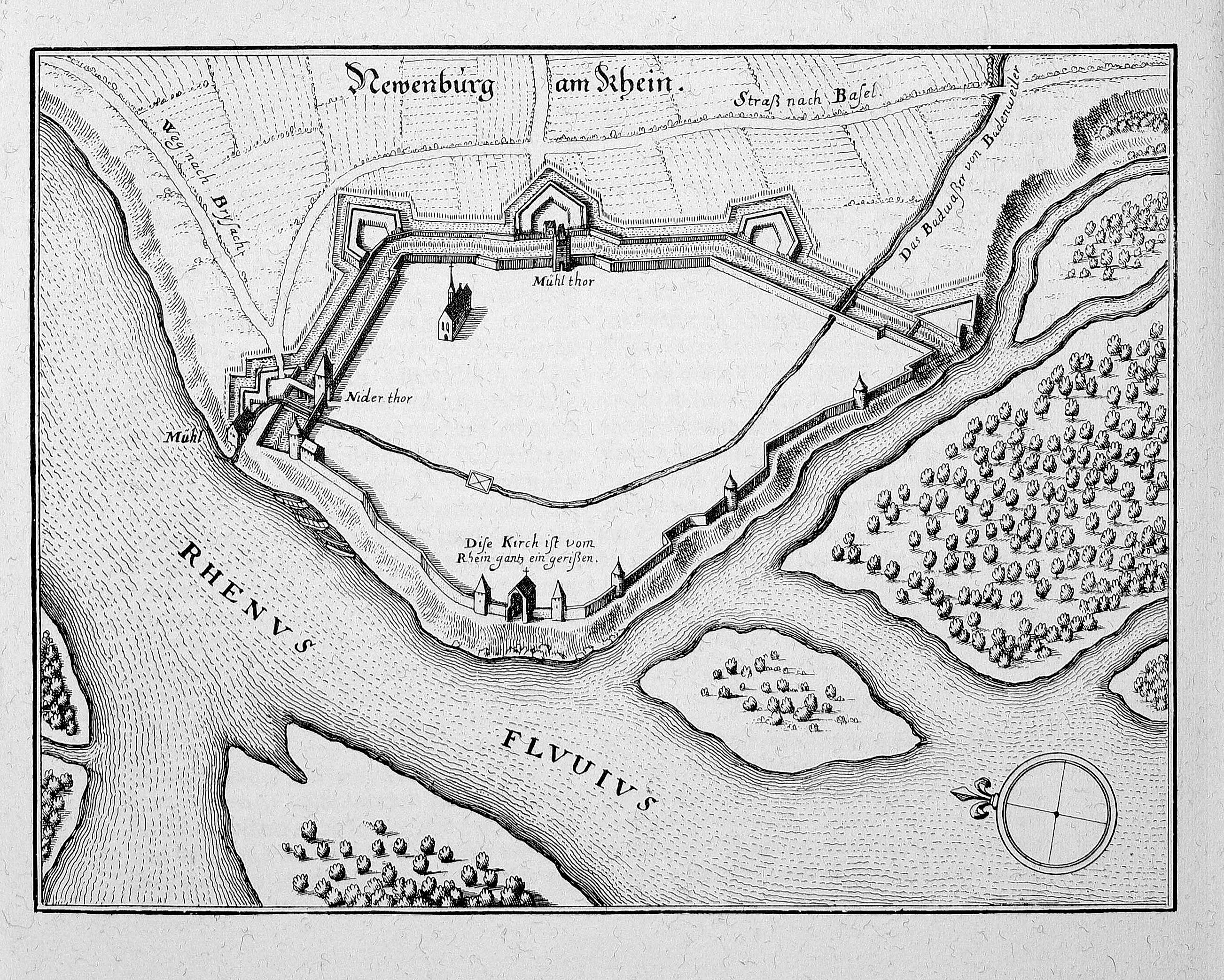
Neuenburg aus Merians Topographia Alsatiae (1663)

In der Nacht vom 12. auf den 13. Oktober 1702 setzten französische Truppen unter Maréchal de camp de Laubanie bei Neuenburg in Weidlingen über den Rhein und überrumpelten die kaiserlichen Truppen in der Stadt. Markgraf Ludwig Wilhelm schrieb die Einnahme Neuenburgs der mangelhaften Vorbereitung der Verteidigung durch den Grafen Johann Philipp von Arco zu. Villars verstärkte seine Truppen in Neuenburg, sandte von Hüningen Pontons flussabwärts um eine Brücke bei Neuenburg zu bauen und dirigierte die bereits angeforderte Verstärkung, die Marschall Catinat unter Maréchal de camp de Guiscard an den Oberrhein schickte, nach Neuenburg. Villars hatte damit am Oberrhein auf einer Strecke von 30 Kilometern zwei Brückenköpfe und hätte bei Ankunft seiner Verstärkung die Reichsarmee in diesem Abschnitt von Norden und Süden angreifen können, während allenfalls aus dem Osten noch die bayerischen Alliierten erwartet wurden. Villars und Ludwig Wilhelm schätzten diesbezüglich die Lage gleich ein und der Markgraf zog deshalb seine Truppen vom Hochgestade bei Friedlingen nach Norden ab.

## Verlauf der Schlacht
Villars hatte bereits den Vormarsch über den Rhein auf die Nacht vom 13. auf Samstag, den 14. Oktober geplant und große Teile seiner Truppen bereits auf der Schusterinsel (im Rhein zwischen Hüningen und Friedlingen) bereitgestellt, wobei sie auch schweizerisches Gebiet nutzten. Als die Franzosen am frühen Morgen des 14. Oktober den Abzug der Reichstruppen feststellten, gab Villars sogleich den Befehl auf das Rechte Rheinufer vorzurücken. Um keine Zeit mit der Erstürmung des befestigten Schlosses Friedlingen und der nahebei liegenden Sternschanze zu verlieren, umgingen seine Truppen diese Befestigungen und rückten durch einen Wald (Nonnenholz) gegen das Dorf Weil vor um von dort die Tüllinger Höhe zu gewinnen. Die Nachhut (Arriergarde) der Reichsarmee unter Oberst Graf Mercy meldete um acht Uhr dem Markgrafen, dass die französischen Truppen in Massen auf dem deutschen Rheinufer ausschwärmen. Die Reichsarmee hatte auf ihrem Marsch nach Norden erst die Kander erreicht und teilweise überquert. Der Markgraf wollte von den folgenden französischen Truppen nicht im Marsch attackiert werden und befahl augenblicklich eine Kehrtwendung zurück nach Süden. Die Kavallerie wurde Richtung Haltingen in Marsch gesetzt, während die Masse der Infanterie über Ötlingen den Tüllinger Berg erstieg und durch das Käferholz nach Süden vorrückte, da auch Villars seine Kavallerie in der Ebene vor Haltingen konzentrierte und die Masse seiner Infanterie über Weil und Tüllingen auf den Tüllinger Berg vor und von Süden in das Käferholz einrückte.
Gegen 10 Uhr waren die Positionen bezogen und es entstand eine fast einstündige Pause während der beide Seiten in einer Entfernung von ca. 1 500 Schritt sich auf die Schlacht vorbereiteten ohne einen Schuss abzugeben.

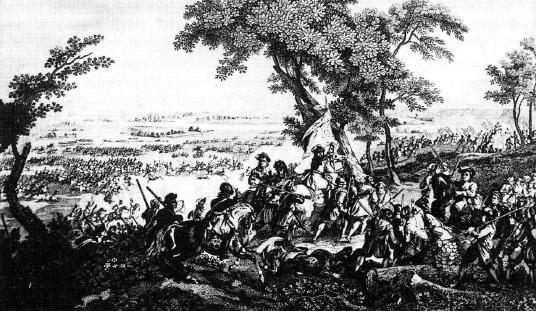
Schlacht bei Friedlingen hier Tüllinger Höhe (Käferholz)

Gegen 11 Uhr begann der Markgraf mit Kanonenfeuer die Kampfhandlungen – es war ein sonniger Herbsttag. Das Gefecht begann im Käferholz, wo Villars zunächst selbst den Angriff leitete. Die Reichstruppen wurden nach Norden aus dem Wald gedrängt. Als nacheilende französische Verbände von deutschen Reservetruppen zurückgeschlagen wurden, verbreiteten sie Panik in den eigenen Reihen und Villars konnte die Truppen erst am Südende des Waldes wieder sammeln. Währenddessen attackierte die zahlenmäßig überlegene Kavallerie der Reichsarmee die französische Kavallerie unter Maréchal de camp Magnac in der Ebene mit Karabinerbeschuss, wobei sie sich durch die enge Formation selbst behinderten. Die Franzosen galoppierten mit gezogenem Säbel in die deutschen Reihen, die weiter in Unordnung gerieten und das eigene zweite Treffen behinderten. Nachdem es der französischen Artillerie noch gelungen war, in das entstandene Chaos der deutschen Reiterei zu feuern, lösten sich deren Reihen auf und die Flucht ging über die Kander Richtung Efringen-Kirchen. Die französischen Verfolger wurden durch den Beschuss der in den Rebbergen liegenden Infanteriereserve aufgehalten. Villars verließ nun seine Infanterie und kehrte in die Ebene zur Kavallerie zurück.
Die Reichstruppen griffen nun auf dem Tüllinger Berg nochmals an. Durch das Käferholz kam die Masse der Infanterie zurück und griff frontal an, während weitere Infanterie durch die Rebberge die Franzosen auf der linken Flanke angriff und kleinere Kavallerieabteilungen unter Graf Prosper von Fürstenberg die rechte Flanke attackierten. Dadurch geriet nun die gesamte – bereits demoralisierte und weitgehend führerlose - französische Infanterie auf dem Tüllinger Berg in Panik und flüchtete unter hohen Verlusten die steilen Rebberge hinunter nach Weil und in die Ebene, wo die Reste sich im Schutz der Kavallerie und der Reserven auf die Schusterinsel zurückzogen – Teile der Truppen warfen auch ihre Waffen weg und flüchteten in die Schweiz.
Die Reichsarmee hielt den Tüllinger Berg noch weitere fünf Stunden besetzt und setzte dann die in der Nacht vom 13. auf 14. Oktober begonnene Verschiebung nach Norden – in den Raum Staufen im Breisgau – fort.

## Folgen

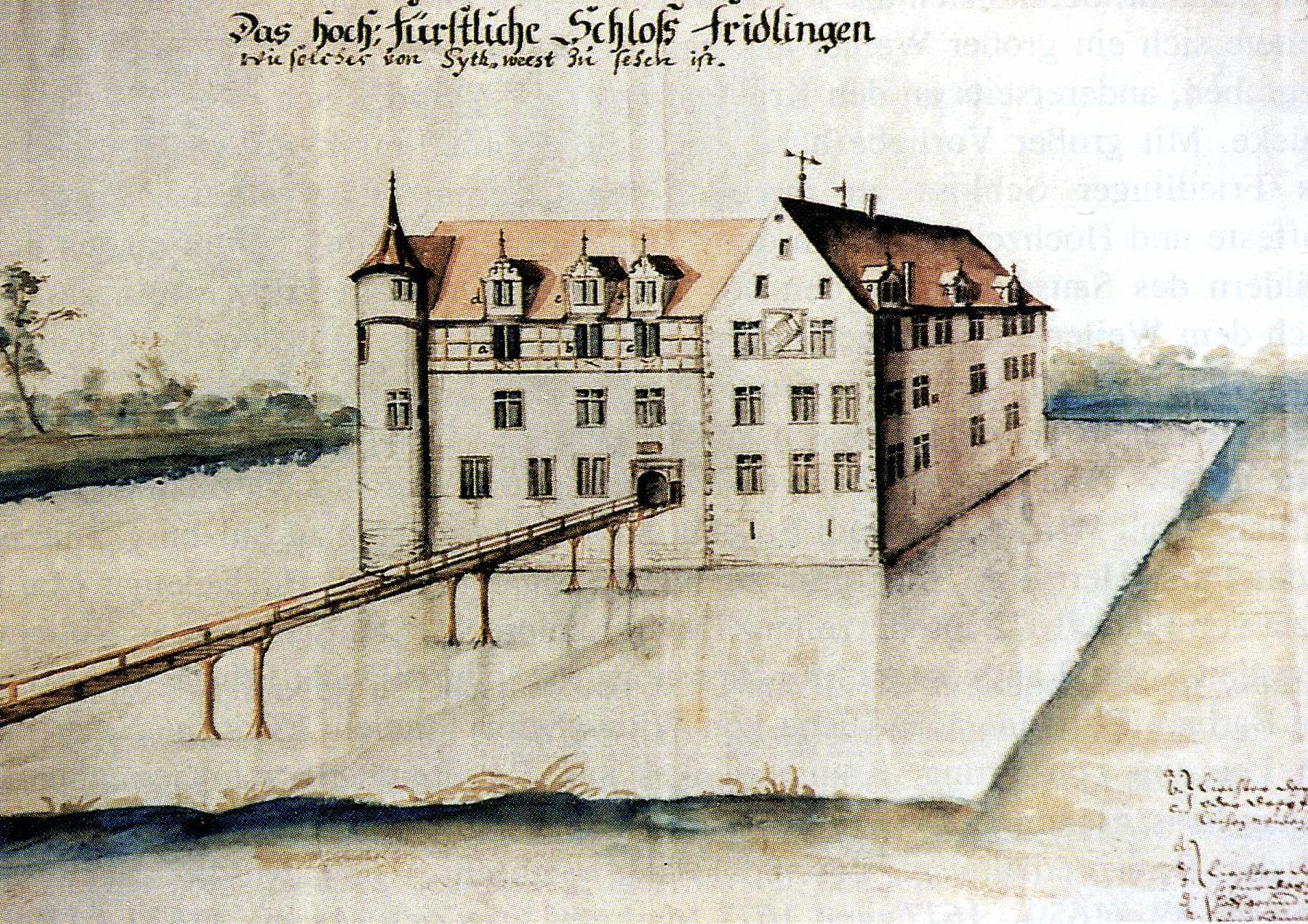
Schloss Friedlingen

Am Ende der Schlacht gab es keinen klaren Sieger. Eine Vereinigung der französischen Truppen mit den Bayern konnte jedoch für das erste Kriegsjahr verhindert werden. Doch auch der Markgraf erlitt schwere Verluste, so zählte die habsburgische Seite 335 Tote und 742 Verwundete in ihren Reihen, die Franzosen erlitten 1703 Tote und 2601 Verwundete.
Nach dem Abzug der Reichsarmee nahm Villars am 15. Oktober Schloss Friedlingen und die Sternschanze ein und zerstörte beide. Das Markgräflerland wurde der Plünderung preisgegeben.
Unter der Zivilbevölkerung gab es viel Leid, in Weil am Rhein kam es zu großen Schäden in Höhe von 447.662 Gulden, aber auch viele angrenzende Dörfer erlitten große Schäden.

## Interpretationen

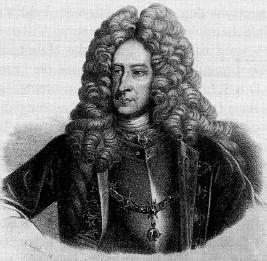
Markgraf Ludwig Wilhelm (Türkenlouis)

Ludwig Wilhelm reklamierte den Sieg für sich, da er die feindliche Infanterie völlig geschlagen, die Stellungen auf dem Schlachtfeld noch fünf Stunden gehalten und sich erst zurückgezogen habe, nachdem auch die feindliche Kavallerie sich wieder Richtung des französischen Brückenkopfes zurückgezogen habe. Entgegen der offiziellen Siegesbegeisterung in Wien und der später im Kaiserreich gepflegten Erinnerung an den Sieger über den welschen Erbfeind, entstand bei den enttäuschten Markgräflern – und im benachbarten Basel – das Gerücht, der katholische Markgraf von Baden-Baden habe bewusst die ungeliebten evangelischen Gebiete von Baden-Durlach im Stich gelassen um seine eigenen Lande zu schützen oder er habe sich gar von Villars kaufen lassen.

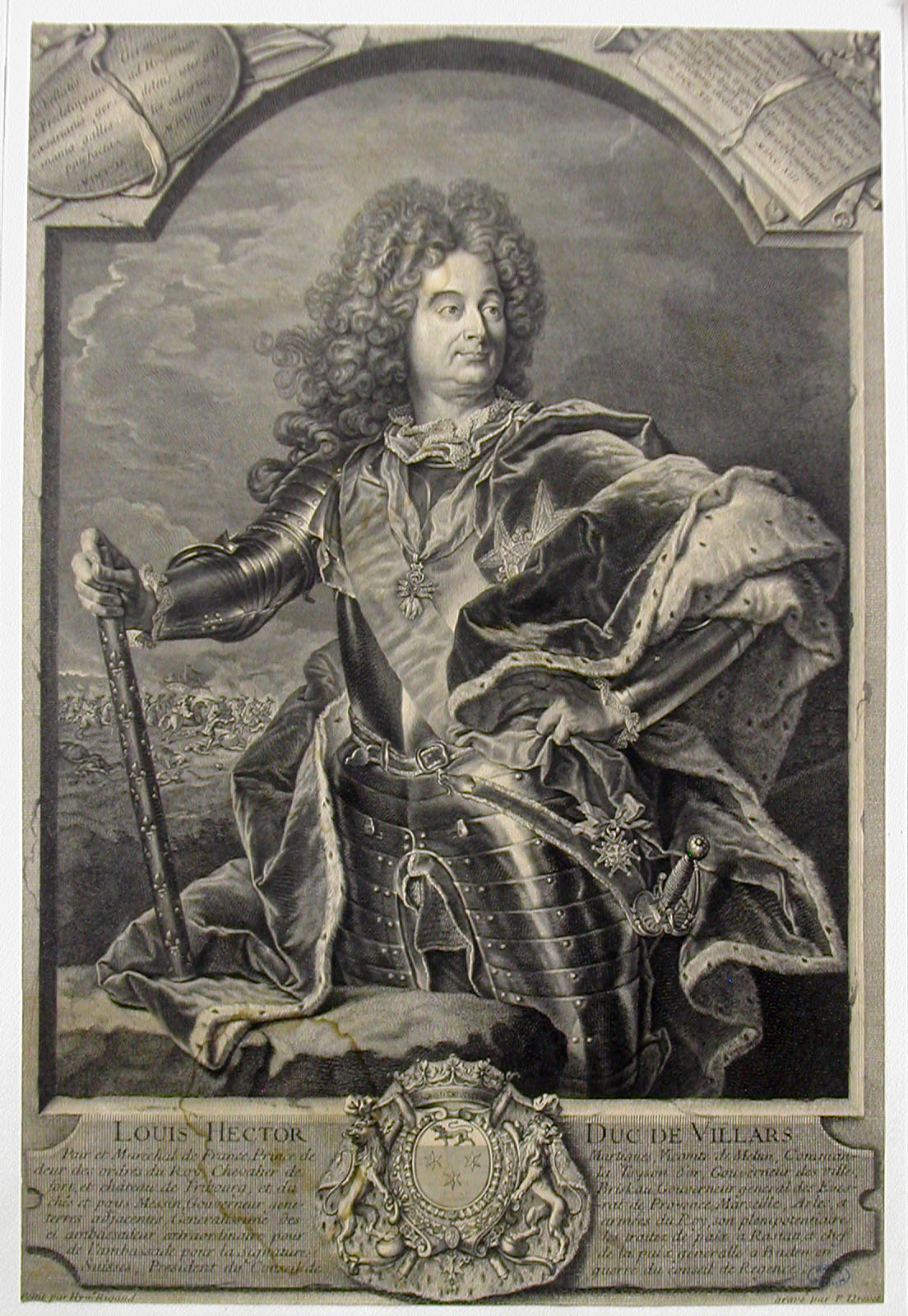
Marschall Villars (hier 1714)

Villars reklamierte den Sieg für sich, da er eine Anzahl Fahnen des Reichsheeres erobert und selbst keine verloren habe. Während französische Legenden davon erzählen, dass seine Armee Villars noch auf dem Schlachtfeld zum Marschall von Frankreich ausgerufen habe, beschränkt sich dies selbst in Villars eigener Darstellung auf einige Zurufe. Saint Simon berichtet von erheblichen Differenzen zwischen Villars und dem Kommandanten der Kavallerie Maréchal de camp Magnac und schreibt die Ernennung Villars zum Marschall von Frankreich durch König Louis XIV. zwei Wochen nach der Schlacht nur Villars Beziehungen am Hof zu.
Für die persönliche Karriere und den Ruhm in der offiziellen Geschichtsschreibung erwies sich die Schlacht als erfolgreich für die Feldherren, für alle anderen Beteiligten brachte sie nur Not und Tod.

## Parallelgeschichte – Max Emanuel von Bayern

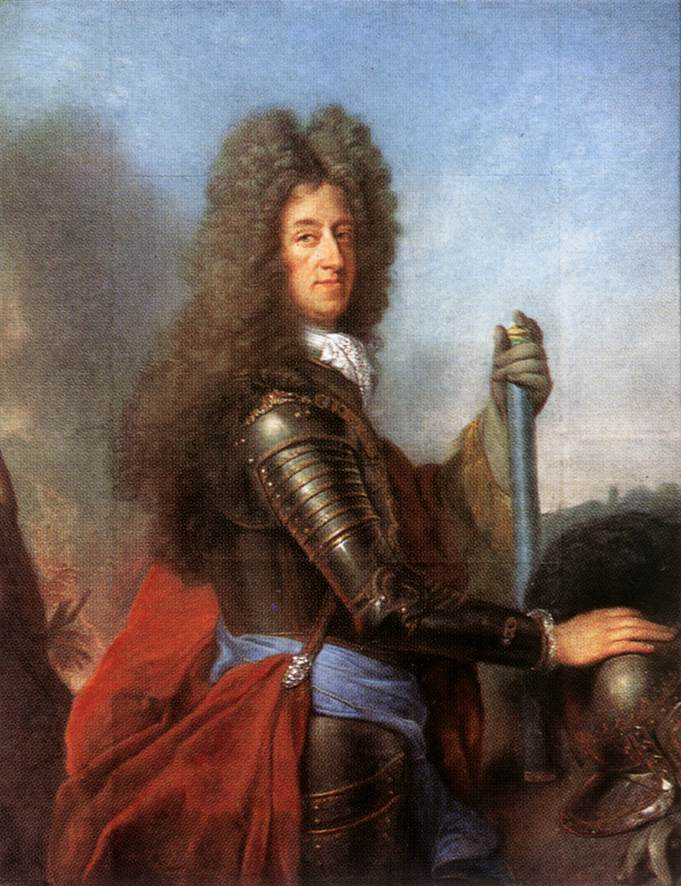
Maximilian II. Emanuel

Nachdem der Kurfürst von Bayern am 9. September die Reichsstadt Ulm eingenommen hatte, strebte er nach der Vereinigung mit den französischen Verbündeten. Am 15. September 1702 brach Generalfeldmarschall Johann Baptist von Arco mit einem Corps nach Westen auf, während seine Hauptmacht bei Ulm verblieb. Da seine Boten an Marschall Catinat abgefangen wurden, bestand keine Kommunikation zwischen den Verbündeten. Um den 17. September erreichten Reiterabteilungen Tuttlingen. Nachdem keine Verbindung mit Franzosen zustande gekommen war, zog Max Emanuel das Corps Arco wieder zu sich und belagerte Memmingen. Am 16. Oktober wandte er sich gegen Norden Richtung Günzburg. Als er von Villars Rheinüberquerung bei Friedlingen hörte, marschierte er wieder die Donau aufwärts, wo er am 25. Oktober Ehingen erreichte. Von dort sandte er eine Reiterabteilung (ca. 1500 Mann) nach Waldshut, um Kontakt mit Villars aufzunehmen. Gegen Ende Oktober hatte Villars immer noch seinen Brückenkopf bei Friedlingen, der Markgraf hatte nördlich Stellungen bei Staufen (ca. 40 km Luftlinie bis Friedlingen) bezogen, und die Bayern hatten von Waldshut aus nur ca. 50 km Luftlinie bis Friedlingen – zwischen ihnen und Villars gab es keine nennenswerten Reichstruppen.
Da Max Emanuel zu dieser Zeit aber auch Geheimdiplomatie mit dem Kaiser betrieb, wurde die Vereinigung nicht wirklich gesucht, sie „scheiterte an der Ungunst der Verhältnisse, beiderseitigen Missverständnissen, und dem diplomatischen Doppelspiel des Kurfürsten.“ Das dynastische Ränkespiel des Hauses Wittelsbach hatte viel Leid über das badische Oberland gebracht, ohne dies hätte sich der Krieg vermutlich auf die Niederlande und Italien konzentriert.

## Die Beteiligten

### Die Truppen

#### Das deutsche Militär
Das deutsche Truppenkontingent bestand aus wenigen Regimentern der kaiserlichen Armee, Truppen der Reichsarmee – speziell der schwäbischen und fränkischen Reichskreise – und Aufgeboten der baden-durlachischen Landwehr. Die Angaben über die Truppenstärke variieren, wobei es auch sachliche Unterschiede – zwischen der Zahl der im Aufmarschraum stehenden Truppen und jenen die in der Schlacht tatsächlich eingesetzt wurden – gibt. Ludwig Wilhelm berichtete, dass er nur 8.000 Mann einsetzen konnte. Französische Quellen unterstellen auf Seiten des Markgrafen 22.000 – 25.000 Mann, der neutrale Wieland berichtet von ca. 17.000.

#### Das französische Militär
Die französischen Truppen bestanden aus Regimentern z. B. (Régiment de Champagne; Régiment de Bourbonnais; Régiment de Poitou; Régiment de Vermandois etc.), deren Stärke  in französischen Quellen mit 15.000 und in deutschen Quellen mit 20.000 angegeben wird.

### Die Zivilbevölkerung

#### In Baden-Durlach
Die Bevölkerung in dem zur Markgrafschaft Baden-Durlach gehörigen Markgräflerland – wie auch teilweise die Bevölkerung in den breisgauischen Gebieten andere Reichsstände – wurden durch die im Zusammenhang mit der Schlacht bei Friedlingen stehenden Ereignisse enorm belastet. Zunächst mussten im Vorlauf zur Schlacht die Verschanzungen bei Friedlingen wie auch im Schwarzwald angelegt werden. Ab 30. September war für 14 Tage die ca. 17.000 Mann starke Reichsarmee zu verpflegen. Nebst Einquartierungen waren auch erhebliche Zerstörungen in den Weinbergen hinzunehmen, wo in großem Stil die Rebstöcke für die Lagerfeuer verwendet wurden. Die Ernte konnte nur zu einem geringen Teil eingebracht werden.
Während der Schlacht wurden die Ortschaften Friedlingen und Weil stark beschädigt und teilweise verbrannt. Nach dem Abzug der Reichsarmee am 15. Oktober Richtung Staufen zerstörte die französische Armee nicht nur Schloss Friedlingen, sondern plünderte das Markgräflerland aus, bis sie sich in die Winterquartiere in Frankreich zurückzog. Dies traf eine Bevölkerung die bereits in den Jahren 1672–1691 stark unter den französischen Einfällen zu leiden hatte – sie wurde immer wieder in die Auseinandersetzungen der Habsburger mit den Bourbonen hineingezogen.

#### In Basel
Regierung und Bevölkerung von Basel hatten beim Anmarsch Villars große Sorge, ob dieser die Neutralität der Eidgenossenschaft beachten würde. Zuvor hatten beide Parteien die Eidgenossen umworben und die katholischen Kantone neigten dazu Frankreich zu unterstützen – letztlich wahrte man jedoch die Neutralität. Basel rief die eidgenössischen Stände an und bat um Zuzüger (Hilfstruppen) um die Grenze zu sichern. Die Bürger wurden bewaffnet und eine „freiwillige“ Kriegssteuer erhoben. Anfang Oktober waren ca. 1000 Mann den Baslern zu Hilfe gekommen, obwohl einige katholische Kantone ihren Verpflichtungen nicht nachkamen. Wie immer in Kriegszeiten brachten die Badener ihre Wertsachen nach Basel und nachdem am 13. Oktober der Abzug der Reichstruppen bekannt geworden war, flüchteten sich auch viele Markgräfler nach Basel.
Trotz der Befürchtungen der Basler folgten sie doch auch ihrer Neugier und besuchten vor der Schlacht auch die Militärlager und verfolgten die Vorbereitungen rege.
Nach der Schlacht am 14. Oktober nahmen eine Reihe Bürger die Gelegenheit wahr um sich aus dem Nachlass der geschlagenen französischen Infanterie Souvenirs zu beschaffen, zumal einige der fliehenden Soldaten über den Wiesefluss in die Schweiz übertraten und ihre Waffen wegwarfen.

#### Im Sundgau (Elsass)
Auch im Elsass hatte die Bevölkerung unter Einquartierungen und Schanzarbeiten zu leiden. Im Schutz der französischen Truppen beteiligten sich jedoch die Sundgauer Nachbarn auch an den Plünderungen im Markgräflerland.

## Gedenken

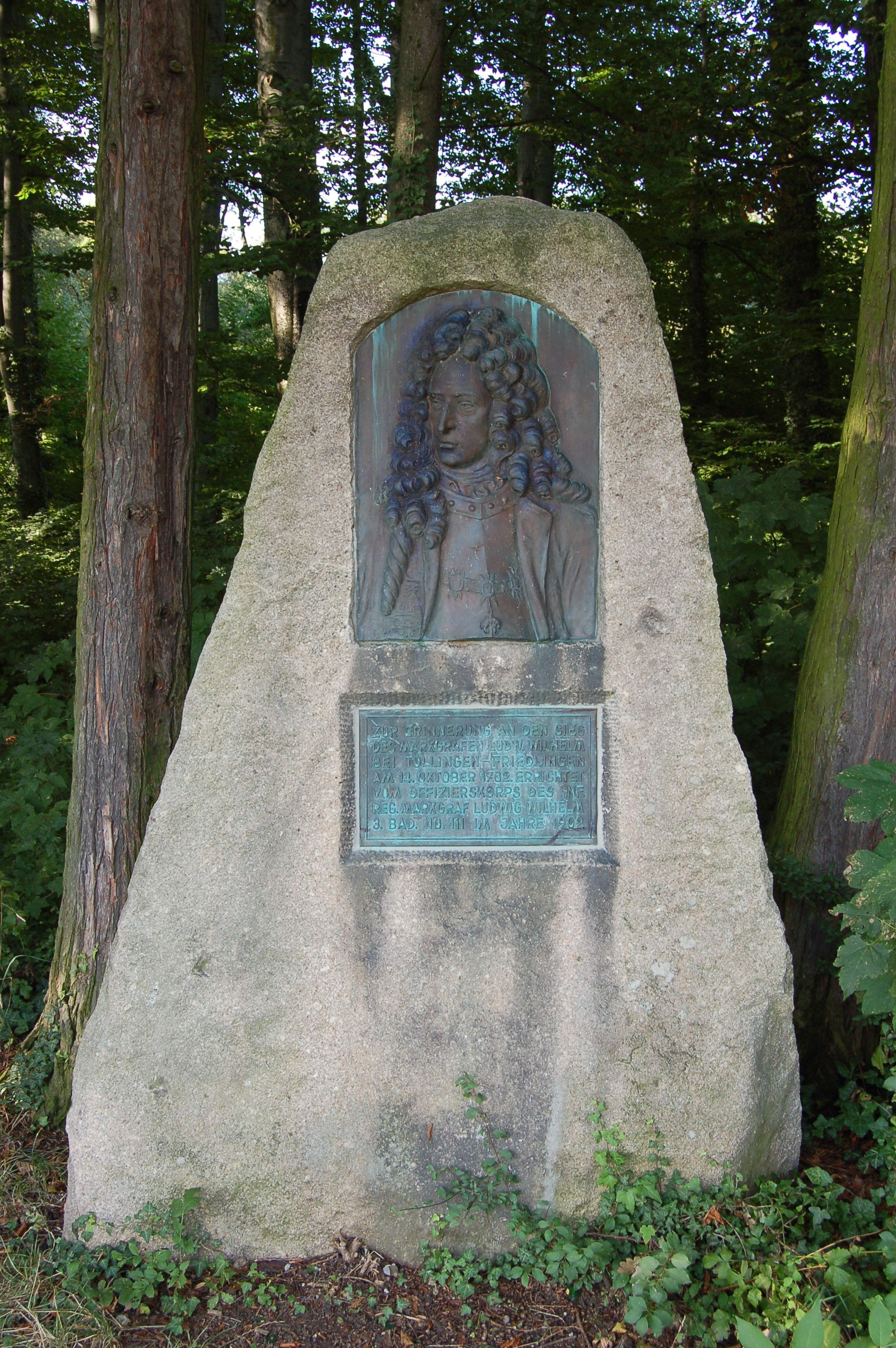
Denkmal auf dem Tüllinger Berg zur Schlacht am Käferholz

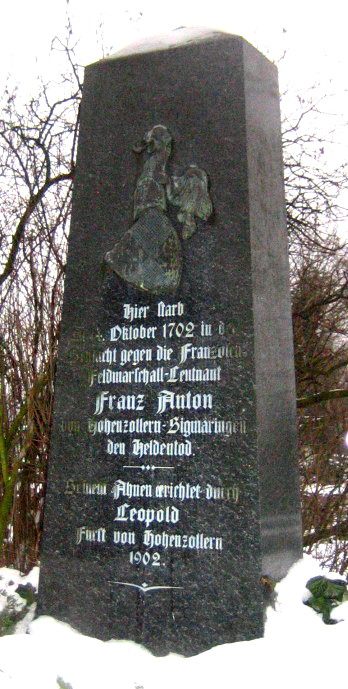
Denkmal am Friedhof von Weil am Rhein: „Hier starb am 14. Oktober 1702 in der Schlacht gegen die Franzosen Feldmarschal-Leutnant Franz Anton von Hohenzollern-Sigmaringen den Heldentod – Seinem Ahnen errichtet durch Leopold Fürst von Hohenzollern – 1902“

Anlässlich der 200-Jahr-Gedenkfeier stellte das Offizierskorps des Regiments „Markgraf Ludwig Wilhelm“ einen Gedenkstein am Käferholz auf, der am 11. Oktober 1903 in Anwesenheit des badischen Großherzogs Friedrich eingeweiht wurde. Am Friedhof von Weil am Rhein befindet sich eine Gedenktafel für den in der Schlacht gefallenen Feldmarschall-Leutnant Franz Anton von Hohenzollern-Sigmaringen, die am 11. April 1904 errichtet wurde. Beide Denkmale müssen vor dem Hintergrund der Politik des Kaiserreiches um 1900 gesehen werden.
Dem in der Schlacht gefallenen Oberstallmeister des badischen Markgrafen, Friedrich Christoph von Gemmingen, wurde in der Burgkapelle zu Guttenberg ein prachtvolles Epitaph gesetzt, das ihn mit Kriegstrophäen zeigt.

### Historischer Roman
- Hermann Albrecht: Des Markgrafen Leibmedicus – Erzählung aus den Tagen des Türken-Louis, Neuausgabe der Erstausgabe von 1882, Verlag Friedrich Resin, Weil am Rhein 1984